# Oberea formosana
Oberea formosana là một loài bọ cánh cứng trong họ Cerambycidae.